# Caméra DeVry
La DeVry est une caméra légère américaine au format 35 mm, fabriquée par De Vry Corporation dès 1925. Le 24 Octobre 1946, c'est ce modèle qui prendra notamment la première photo de la Terre depuis l'espace.

## Histoire

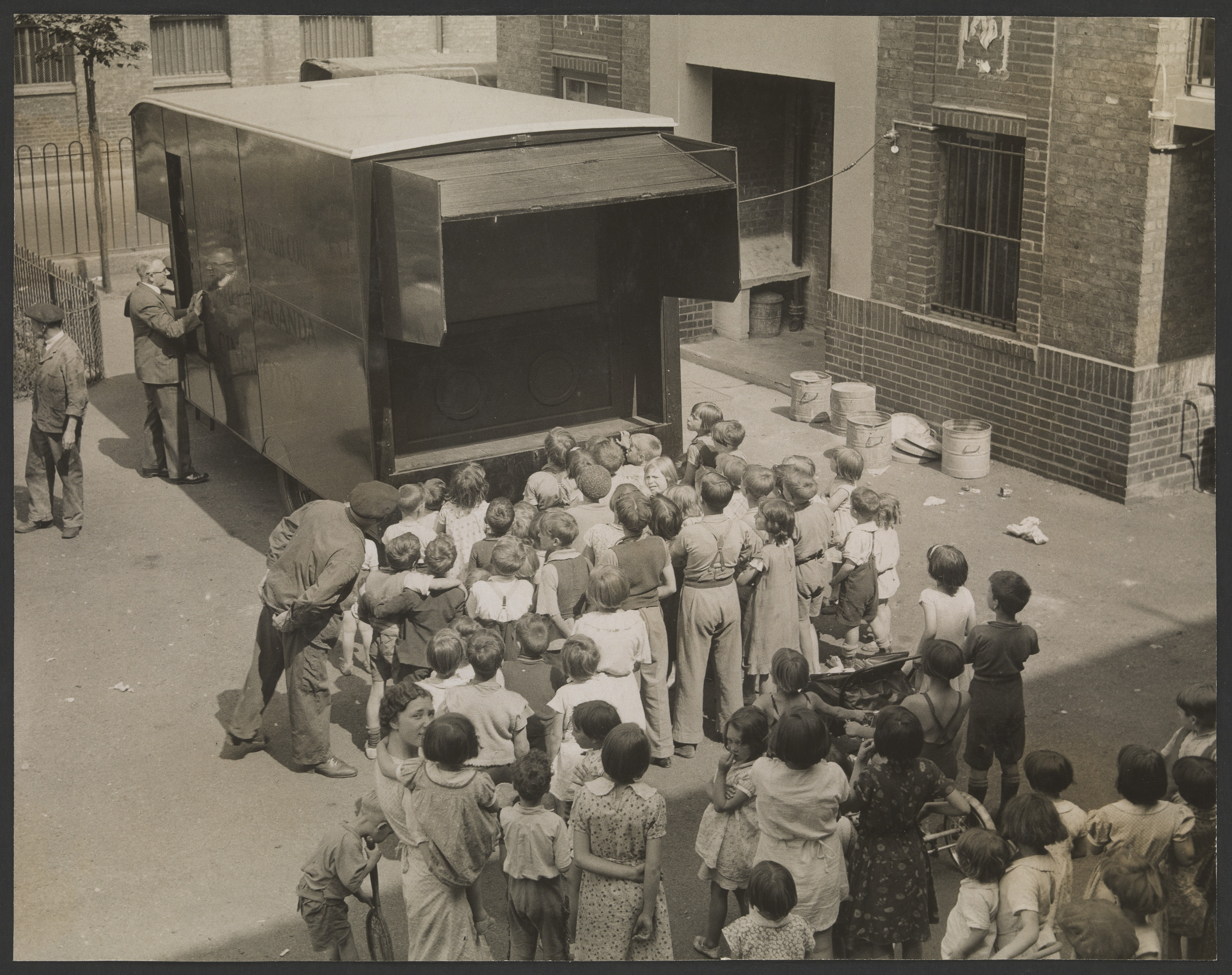
« Tourneurs » de films, rétroprojection sur un écran à l’arrière d'un camion (1937).

Herman De Vry est né en Allemagne en 1876, sa famille émigre aux États-Unis en 1886. Très tôt, il travaille à Chicago en tant que projectionniste, et notamment il est employé pour effectuer des projections itinérantes au cours desquelles il s’évertue à diminuer le volume et le poids de son matériel. 
C’est ainsi qu’il en vient à commercialiser un projecteur de sa fabrication et fonde finalement sa propre société en 1919, la De Vry Corporation. La conception d’appareils de prise de vues est la seconde étape de son ascension.

## Description

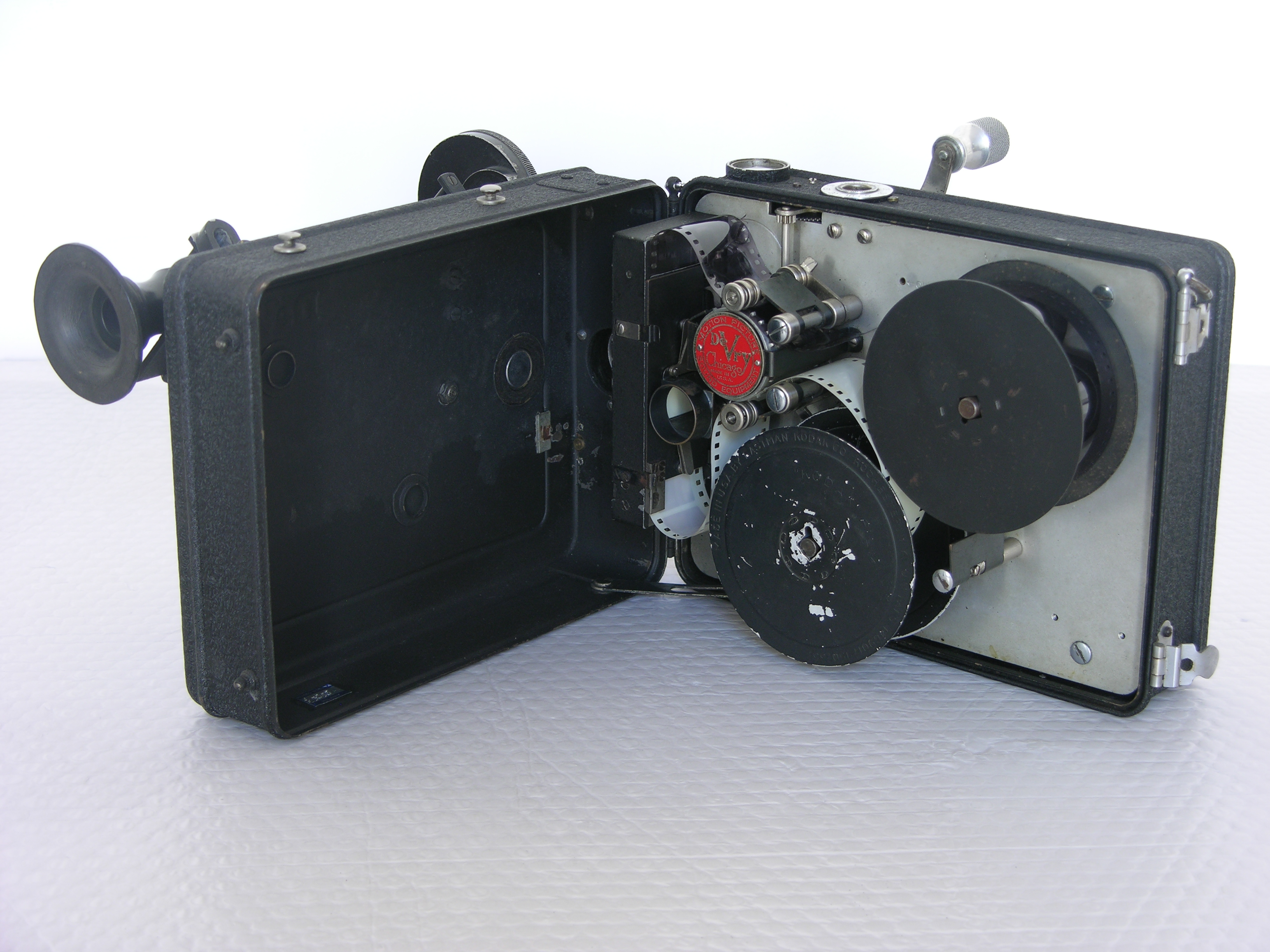
DeVry standard ouverte pour son chargement.

La DeVry standard est une caméra de poing que l’on charge d’une bobine de 30 mètres de pellicule 35 mm (soit 90 secondes de prise de vues en continu à la cadence de 16 images par seconde). La pellicule est entraînée par un débiteur unique et une double-griffe qui n’engrène que sur une seule des deux rangées de perforations.
« Cette caméra était annoncée comme étant conçue pour les amateurs, mais largement utilisée par les professionnels pour les actualités ou même des parties de longs-métrages. »
Herman De Vry commercialisa aussi des caméras au format 16 mm. 